# Manobra Radical
Manobra Radical é um filme brasileiro de aventura de 1991, dirigido por Elisa Tolomelli e escrito por Alberto Salvá.

## Elenco[2]
- João Capilé como Guel
- Claudia Cepeda como Paula
- Eraldo Gueiros  como Elise Stern
- Glenda Kozlowski como Stela
- Dominique Scudera como Tetê
- Hueder Andrade como Malá
- Adriana Salituro como Sandra
- Michael Leandro como Califa
- Imara Reis como Eunice
- Ana Lúcia Torre como Teresa
- Thelma Reston como Carmélia
- José de Abreu como Carlos
- Françoise Forton como Dóris
- Flávia Monteiro  como Leila
- Herson Capri como Rogério
- Cecil Thiré como Dr. Bernardo
- Anna Lima como Liloca
- Otávio Augusto como Ruy
- Eduardo Moscovis como Beto
- Leila Richers como Vera